# Tres versiones de Judas
Tres versiones de Judas es un cuento del escritor y poeta argentino Jorge Luis Borges. Se incluyó en la antología de Borges, Ficciones, publicada en 1944. Como muchas otras historias de Borges, está escrita en forma de artículo académico. La historia contiene tres notas al pie y cita a muchas personas, algunas de las cuales son reales (como Antônio Conselheiro), algunas han sido inventadas de la vida real (como Maurice Abramowicz, que una vez fue su compañero de clase, y luego se convirtió en diputado del partido comunista suizo, pero es un filósofo religioso francés en la historia) y algunos son completamente ficticios (como Jaromir Hladík, que es un personaje de su propia historia, El milagro secreto).
La historia es similar en tema y está basada en el cuento de La secta de los treinta.

## Resumen de la trama
La historia comienza como un análisis crítico de las obras de un escritor ficticio, Nils Runeberg. Él vive en la ciudad de Lund, donde publica dos libros: Kristus och Judas (1904) (Cristo y Judas) y su obra magna Den hemlige Frälsaren (1909) (El Salvador secreto). Borges analiza estas dos obras (tres si la edición revisada de Kristus och Judas se cuenta por separado) y discute sus conclusiones heréticas sin proporcionar la dialéctica o sus pruebas. La historia termina con la muerte de Nils Runeberg. Una muerte de anonimato que no se merecía, teniendo en cuenta la naturaleza controvertida de sus textos.

## Las tres versiones de Judas

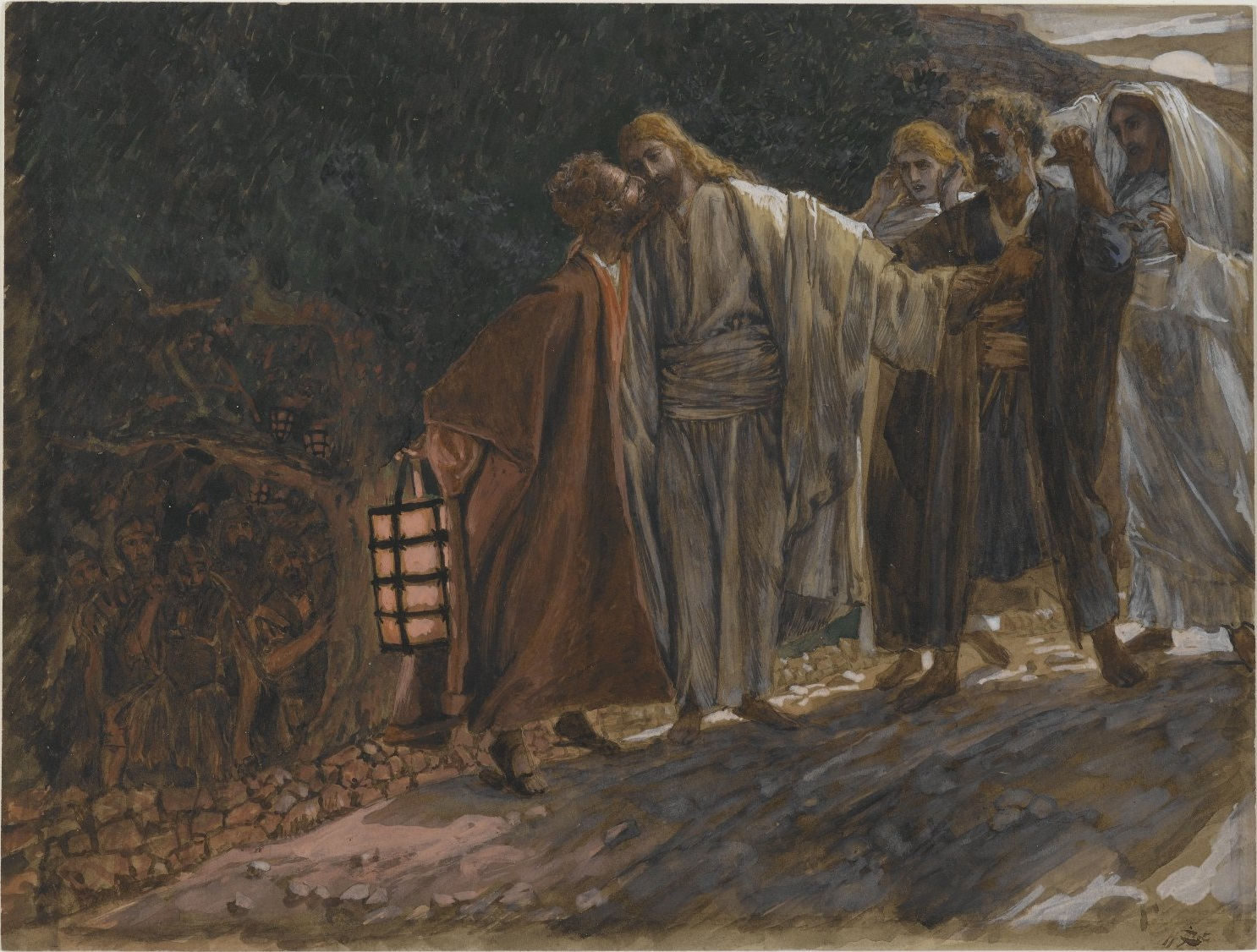
Pintura llamada "Le baiser de Judas" (El beso de Judas), por James Tissot.

El escritor ficticio de Borges, Nils Runeberg, presenta al mundo tres versiones de Judas Iscariote usando sus dos libros.
- En la primera versión de Kristus och Judas, Runeberg dice que fue Judas quien fue el reflejo de Jesús en el mundo humano, y como Jesús fue nuestro salvador enviado del cielo, Judas tomó la responsabilidad de ser el humano que llevó a Jesús por el camino de la redención.
- En medio de críticas extremas en la historia, Runeberg se ve obligado a reescribir su libro. En la segunda revisión de Kristus och Judas, Nils cambia sus argumentos y afirma que Judas sacrificó más. En las propias palabras de Borges, «El asceta, para mayor gloria de Dios, degrada y mortifica la carne, Judas hizo lo mismo con el espíritu. Él renunció al honor, al bien, a la paz, al Reino de los Cielos, como otros, menos heroicamente, renuncian al placer [...] Él pensó que la felicidad, como el bien, es un atributo divino y no debe ser usurpado por los hombres».
- En su libro final, Den hemlige Frälsaren, Runeberg presenta el argumento de que como Dios en forma humana sería «hecho totalmente hombre, pero hombre hasta el punto de la iniquidad», cometer un pecado tampoco estaría más allá de él. Más importante aún, Runeberg afirma que un sacrificio limitado a una sola tarde en la cruz no se compara con el sacrificio de aceptar la vergüenza y la repulsión por el resto de la historia. Por lo tanto, Runeberg concluye finalmente que eligió a Judas como su encarnación. «Dios se convirtió en un hombre completamente, un hombre hasta el punto de la infamia, un hombre hasta el punto de ser reprensible, todo el camino hasta el abismo. Para salvarnos, pudo haber elegido cualquiera de los destinos que juntos tejen la incierta telaraña de la historia; podría haber sido Alejandro, Pitágoras, Riúrik, o Jesús; eligió un destino infame: ser Judas».